# The Great
The Great és una sèrie de televisió de comèdia dramàtica històrica i satírica basada molt lliurement en l'ascens al poder de l'emperadriu Caterina II de Rússia. La sèrie és protagonitzada per Elle Fanning com Catalina i Nicholas Hoult com l'emperador Pere III de Rússia.
The Great va ser creada, i està escrita en la seva major part, pel dramaturg i guionista australià Tony McNamara, basada en la seva obra de 2008 del mateix nom. La sèrie no té com a objectiu la precisió històrica i Hulu la va descriure com "antihistórica".
Els deu episodis de la primera temporada es van llançar en Hulu el 15 de maig de 2020. Al juliol de 2020, es va renovar per a una segona temporada que es va estrenar el 19 de novembre de 2021. Al gener de 2022, el la sèrie es va renovar per a una tercera temporada que es va estrenar el 12 de maig de 2023. La primera temporada va rebre crítiques en la seva majoria positives, mentre que la segona i tercera temporada van rebre elogis de la crítica, amb elogis particulars per la seva adreça, escriptura, humor, elenc, vestuari i actuacions de Fanning i Hoult. Ha rebut nombrosos elogis, incloses set nominacions als premis Primetime Emmy, i tant Fanning com Hoult van ser nominats a Millor Actriu Principal i Actor Principal en una Sèrie de Comèdia, respectivament. A l'agost de 2023, Hulu va anunciar que la tercera temporada de la sèrie havia estat l'última.

## Sinopsi
The Great és un drama satíric i còmic, molt lliurement basat en l'ascens de Catalina la Gran, des de la seva condició d'estrangera, fins a arribar a ser la governant de més llarg regnat de la història de Rússia. La sèrie està ficcionalizada, i retrata a Catalina en la seva joventut i el seu matrimoni amb l'Emperador Pedro, centrant-se en la trama per a assassinar al seu depravat i perillós espòs.